# Saint-Sever-Calvados
Saint-Sever-Calvados je naselje in občina v severozahodnem francoskem departmaju Calvados regije Spodnje Normandije. Leta 2006 je naselje imelo 1.370 prebivalcev.

## Geografija
Kraj se nahaja v pokrajini Bessin (Normandija) 12 km zahodno od Vira.

## Uprava
Saint-Sever-Calvados je sedež istoimenskega kantona, v katerega so poleg njegove vključene še občine Beaumesnil, Campagnolles, Champ-du-Boult, Courson, Fontenermont, Le Gast, Landelles-et-Coupigny, Le Mesnil-Benoist, Le Mesnil-Caussois, Mesnil-Clinchamps, Le Mesnil-Robert, Pont-Bellanger, Pont-Farcy, Saint-Aubin-des-Bois, Saint-Manvieu-Bocage, Sainte-Marie-Outre-l'Eau in Sept-Frères s 7.117 prebivalci.
Kanton Saint-Sever-Calvados je sestavni del okrožja Vire.

## Zanimivosti
- cerkev Notre-Dame de Saint-Sever, nekdanja benediktinska opatijska iz 13. stoletja, sama opatija Sainte-Marie et Saint-Sever ustanovljena v 10. stoletju,
- Hôtel de ville, mestna hiša iz 17. stoletja,
- gozd Forêt de Saint-Sever.

## Pobratena mesta
- Niederdorfelden (Hessen, Nemčija);